# جوردن راموس
جوردن راموس (بالإنجليزية: Jordan Ramos)‏ هو لاعب جمباز بريطاني، ولد في 18 يوليو 1995 في ريو دي جانيرو في البرازيل.